# Liste der Monuments historiques in Blaincourt-lès-Précy
Die Liste der Monuments historiques in Blaincourt-lès-Précy führt die Monuments historiques in der französischen Gemeinde Blaincourt-lès-Précy auf.

## Liste der Bauwerke
| Bezeichnung                      | Beschreibung                  | Standort | Kennzeichnung | Schutzstatus | Datum | Bild           |
| -------------------------------- | ----------------------------- | -------- | ------------- | ------------ | ----- | -------------- |
| Kirche Notre-Dame-de-la-Nativité | Erbaut im 15./16. Jahrhundert | (Lage)   | PA00114531    | Inscrit      | 1971  | weitere Bilder |

## Liste der Objekte
| Bezeichnung                        | Beschreibung                             | Standort                                       | Kennzeichnung | Schutzstatus | Datum | Bild |
| ---------------------------------- | ---------------------------------------- | ---------------------------------------------- | ------------- | ------------ | ----- | ---- |
| Skulptur des heiligen Fiacrius     | Holz, polychrom gefasst, 16. Jahrhundert | in der Kirche Notre-Dame-de-la-Nativité (Lage) | PM60004812    | Inscrit      | 2007  |      |
| Skulptur Christus am Kreuz         | Holz                                     | in der Kirche Notre-Dame-de-la-Nativité (Lage) | PM60004810    | Inscrit      | 2007  |      |
| Ölgemälde Heiliger Benedikt        |                                          | in der Kirche Notre-Dame-de-la-Nativité (Lage) | PM60004813    | Inscrit      | 2007  |      |
| Skulptur des heiligen Bartholomäus | Kalkstein, 16. Jahrhundert               | in der Kirche Notre-Dame-de-la-Nativité (Lage) | PM60004811    | Inscrit      | 2007  |      |
| Beichtstuhl                        | Holz, zweite Hälfte des 18. Jahrhunderts | in der Kirche Notre-Dame-de-la-Nativité (Lage) | PM60004814    | Inscrit      | 2007  |      |